# Torre de planta en L

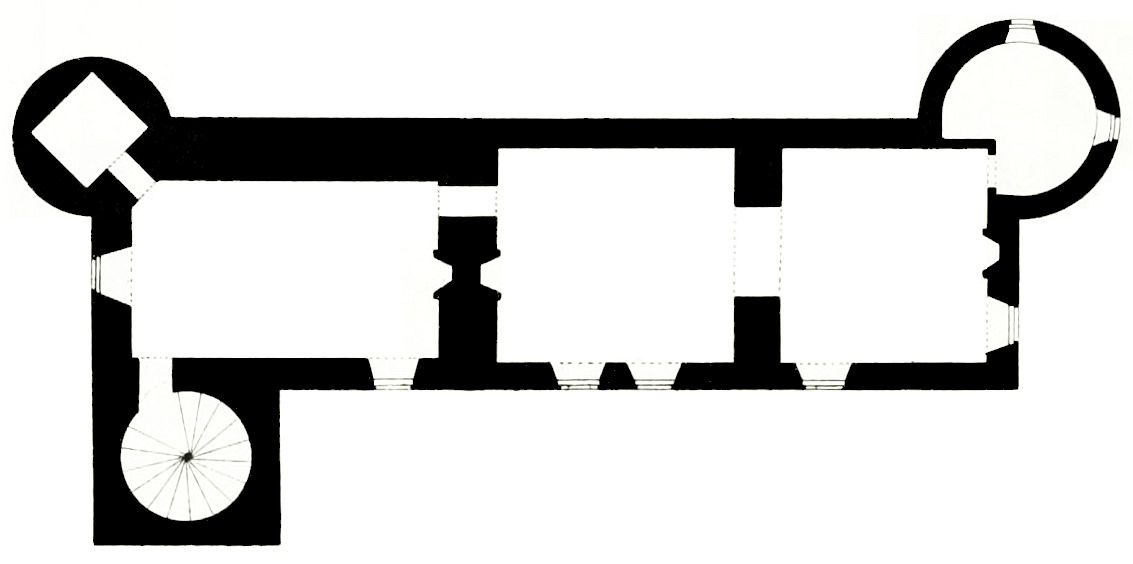
Plànol del castell de Fernie, Fife, Escòcia.

La torre de planta en L és una fortificació amb planta en forma de L. Construïdes entre els segles XIV i XVII, sobretot a Escòcia, però també en menor mesura a Gal·les, Anglaterra, Irlanda i altres països d'Europa, constituïen un important desenvolupament enfront del simple casa-torre (towerhouse, o casa-forta) tradicional, de planta quadricular o rectangular (la principal protecció de la qual consistia en un cadafal, normalment de fusta i, per tant, fàcil de cremar pels atacants), ja que la forma en L permetia una major protecció, des de l'ala (jamb), contra qualsevol que pretenia entrar per l'única entrada de la torre.
El nou disseny no només era defensiu, sinó també pretenia proporcionar comoditat als habitants.
En alguns casos, la torre original seria incorporada més tard en una ampliació com a castell o seria transformada en una manor house (casa pairal) .

## Galeria d'imatges

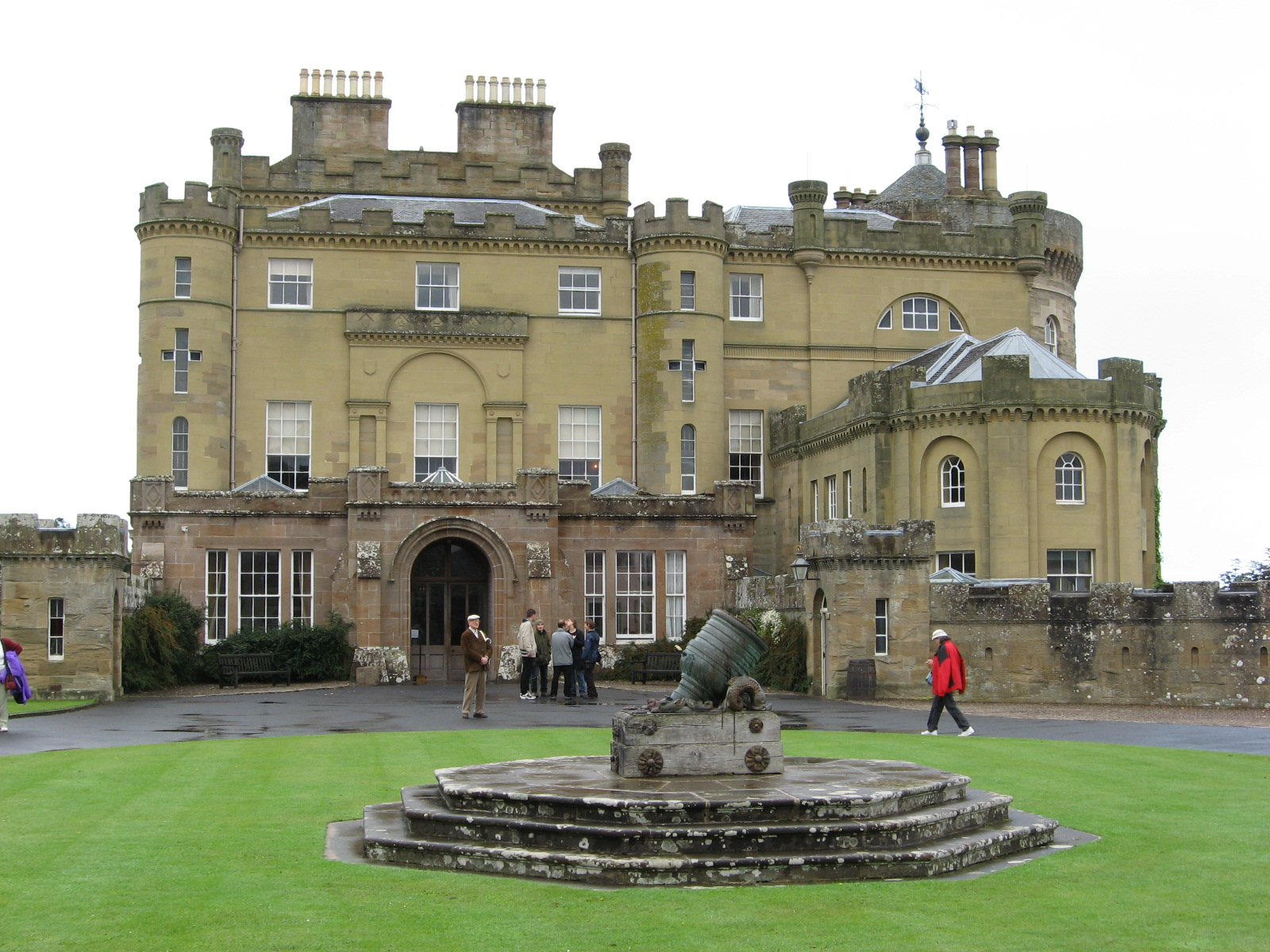
Castell de Culzean
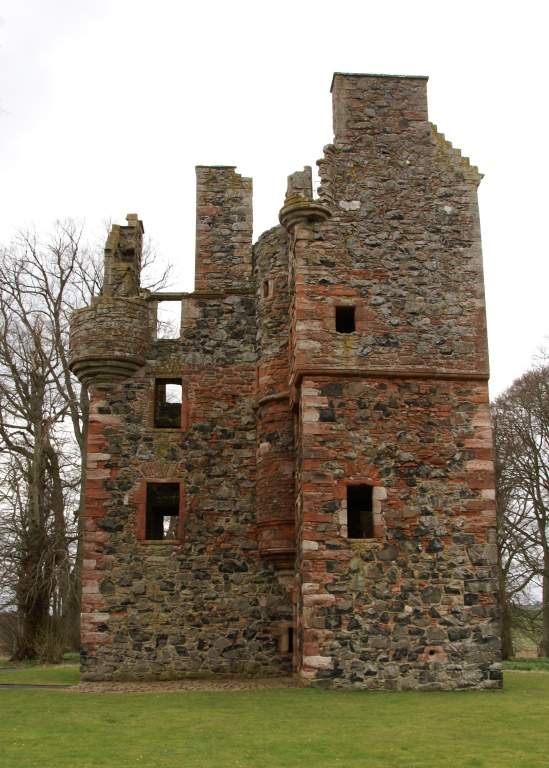
Torre Greenknowe, Escòcia
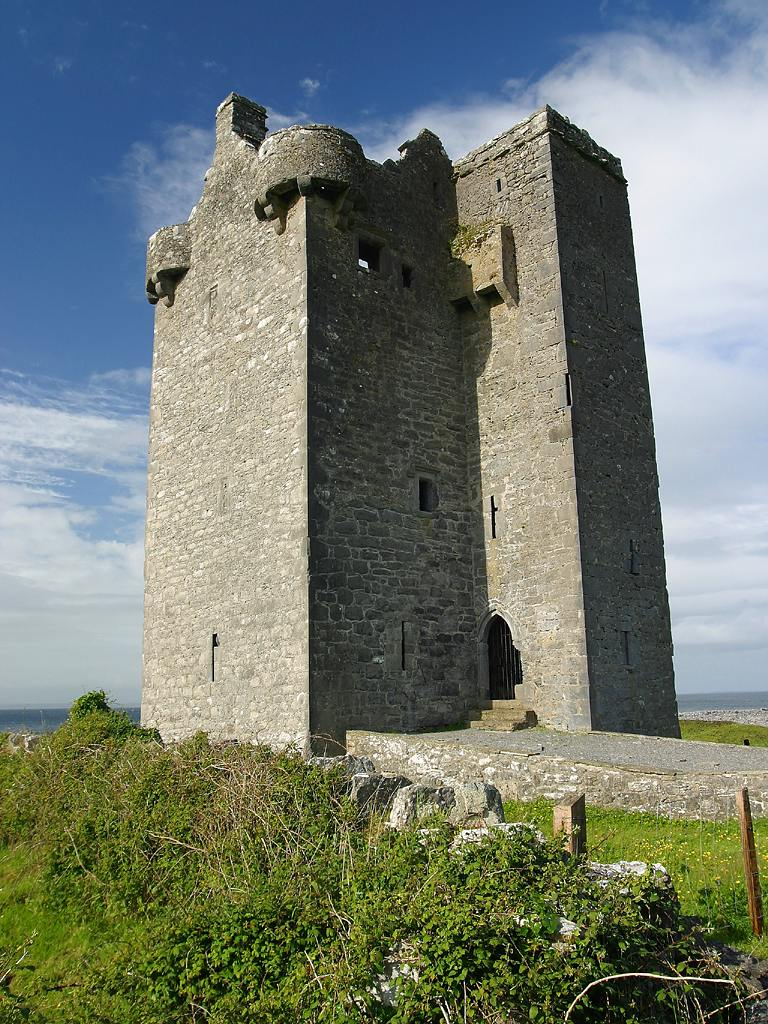
Castell de Gleninagh, County Clare, Irlanda.